# Linia kolejowa 130 Bratislava – Chľaba
Linia kolejowa nr 130 Bratislava - Chľaba – linia kolejowa o długości 147 km, łącząca Bratysławę ze stacją Chľaba przy granicy z Węgrami. 
Linia jest dwutorowa z zelektryfikowana.

## Historia linii
Linia została oddana do użytku 15 czerwca 1846 roku.